# Sinar Agung
Sinar Agung is een bestuurslaag in het regentschap Tanggamus van de provincie Lampung, Indonesië. Sinar Agung telt 349 inwoners (volkstelling 2010).